# Leftfield
Leftfield – duet muzyków i producentów muzycznych, Paula Daleya (wcześniej The Rivals, A Man Called Adam, Brand New Heavies) i Neila Barnesa, założony w 1989 roku w Londynie. Nazwa Leftfield została użyta przez Barnesa na potrzeby singla "Not Forgotten", zanim Paul Daley rozpoczął z nim współpracę podczas remiksowania i tworzenia nowych utworów. Leftfield uważani są za pionierów w gatunku intelligent dance music i progressive house, jako jedni z pierwszych łączyli house z dubem i reggae. Obok The Chemical Brothers i Underworld jako jedni z pierwszych grali na żywo z wokalistami. Scott Kirkland z The Crystal Method w 2005 roku stwierdził, że Leftfield to "najlepsza grupa grająca muzykę elektroniczną, kropka" ("The best Electronic band, period!").

## Dyskografia

### Albumy
- Leftism (30 stycznia 1995) – #3 UK
- Rhythm and Stealth (20 września 1999) – #1 UK
- Stealth Remixes (29 maja 2000)
- Alternative Light Source (8 czerwca 2015)

### Kompilacje
- Backlog (1992)
- A Final Hit - The Greatest Hits (3 października 2005) – #10 UK

### Single
- "Not Forgotten" (1991)
- "More Than I Know" (1991)
- "Release the Pressure" feat. Earl Sixteen (1992)
- "Song of Life" (6 grudnia 1992) – #59 UK
- "Open Up" feat. John Lydon (7 listopada 1993) – #13 UK
- "Original" feat. Toni Halliday (19 marca 1995) – #18 UK
- "Afro-Left" featuring Djum Djum (30 July 1995) – #22 UK
- "Release the Pressure 1996" feat. Earl Sixteen & Cheshire Cat with ad-libs by Papa Dee (14 stycznia 1996) – #13 UK
- "Afrika Shox" feat. Afrika Bambaataa (12 września 1999) – #7 UK
- "Dusted" feat. Roots Manuva (5 grudnia 1999) – #28 UK
- "Swords" feat. Nicole Willis (5 czerwca 2000)

### Ścieżki dźwiękowe
- The Windsurfing Movie II

"Inspection (Check One)"
- Shallow Grave

"Shallow Grave" (Feat. Christopher Eccleston)
"Release the Dubs"
- Hackers:

"Inspection(Check One)"
"Open Up" (feat. John Lydon)
- Trainspotting: Music From The Motion Picture

"A Final Hit"
- Trainspotting #"2: Music From The Motion Picture, Vol. #2

"A Final Hit" (Full Length Version)
- Go

"Swords" (feat. Nicole Willis) (Original Version)
- The Beach

"Snakeblood"
- Vanilla Sky

"Afrika Shox"
- Beast Machines

"Phat Planet"
- Lara Croft: Tomb Raider

"Song of Life" (Fanfare of Life)